# فيض آباد (أفغانستان)
فيض آباد هي العاصمة الإقليمية لـولاية بدخشان في أفغانستان. تقع فيض آباد وسط جبال وذات مناخ بارد في الشتاء ومعتدل فی الصيف. يتحدث معظم سکانها اللغة الفارسية والأوزبکية. سکانها حوالي 46000 نسمة. تعد فيض آباد من المناطق الآمنة فی شمال شرقي أفغانستان. شارع کشم - فيض آباد بطول 103 کيلومتر من أهم المشاريع التنموية والرئيسية والتي تـمولها الوکالة الأمريکية للتنمية الدولية.
تبعد فيض آباد زهاء 600 کيلو متر عن العاصمة كابل. لقد ازدهر الاقتصاد وتحسن الوضع المعيشي لسکان فيض آباد بعد تزفيت شارع کشم - فيض آباد مؤخراً رغم أن مشروع تعبيد الشارع سينتهي فی نهاية 2010.

## لمحة
مطار فيض آباد من إحدى المطارات القديمة بأفغانستان والذي يقع 7 کيلو مترات غرب المدينة ولکنه ذو مدرج مرعب مصنوع من لوحات وصفحات حديدية ومعدنية تم تشييدها إبان الغزو السوفياتي لأفغانستان. طائرات قليلة تقوم برحلات جوية من وقت إلی آخر إلی فيض آباد من داخل أفغانستان بما فيها طائرات الأمم المتحدة وبعض الشرکات الخاصة ولکن الوصول إليها من العاصمة کابول ما يناهز 12 ساعة کاملة بالسيارة.
کانت فيض آباد منطقة منفصلة وشبه معزولة عن باقي الأقاليم والبلدات الأفغانية ولکن مع مرور الوقت وبفضل مجيء شرکات عمرانية عملاقة، تغيّرت خارطة فيض آباد بشکل لافت وبدأ الناس يزحفون إليها من شتّی أنحاء المعمورة وحتی الأجانب، مما أدّی إلی کثافة السکان داخل المدينة وتوسعة السوق ونمو الأرباح وازدياد مستويات الشراء والبيع وإنشاء فنادق ودور ضيافة فاخرة کـفندق آريا ومطعم کابل - فيض آباد وسط المدينة.
تتواجد بمطار فيض آباد قوات ألمانية ضمن الفريق الإقليمي لإعادة الإعمار.

## المناخ
يظهر الجدول التالي التغييرات المناخية على مدار السنة لفيض آباد:
| البيانات المناخية لـفيض آباد      | البيانات المناخية لـفيض آباد | البيانات المناخية لـفيض آباد | البيانات المناخية لـفيض آباد | البيانات المناخية لـفيض آباد | البيانات المناخية لـفيض آباد | البيانات المناخية لـفيض آباد | البيانات المناخية لـفيض آباد | البيانات المناخية لـفيض آباد | البيانات المناخية لـفيض آباد | البيانات المناخية لـفيض آباد | البيانات المناخية لـفيض آباد | البيانات المناخية لـفيض آباد | البيانات المناخية لـفيض آباد |
| الشهر                             | يناير                        | فبراير                       | مارس                         | أبريل                        | مايو                         | يونيو                        | يوليو                        | أغسطس                        | سبتمبر                       | أكتوبر                       | نوفمبر                       | ديسمبر                       | المعدل السنوي                |
| --------------------------------- | ---------------------------- | ---------------------------- | ---------------------------- | ---------------------------- | ---------------------------- | ---------------------------- | ---------------------------- | ---------------------------- | ---------------------------- | ---------------------------- | ---------------------------- | ---------------------------- | ---------------------------- |
| الدرجة القصوى °م (°ف)             | 19.6 (67.3)                  | 20.5 (68.9)                  | 28.0 (82.4)                  | 33.2 (91.8)                  | 37.5 (99.5)                  | 41.4 (106.5)                 | 42.6 (108.7)                 | 41.2 (106.2)                 | 36.8 (98.2)                  | 34.2 (93.6)                  | 29.0 (84.2)                  | 21.4 (70.5)                  | 42.6 (108.7)                 |
| متوسط درجة الحرارة الكبرى °م (°ف) | 6.0 (42.8)                   | 8.2 (46.8)                   | 14.3 (57.7)                  | 21.3 (70.3)                  | 25.1 (77.2)                  | 31.6 (88.9)                  | 35.7 (96.3)                  | 34.9 (94.8)                  | 29.9 (85.8)                  | 23.1 (73.6)                  | 15.9 (60.6)                  | 9.7 (49.5)                   | 21.3 (70.4)                  |
| المتوسط اليومي °م (°ف)            | −0.1 (31.8)                  | 2.0 (35.6)                   | 7.7 (45.9)                   | 14.1 (57.4)                  | 17.6 (63.7)                  | 23.7 (74.7)                  | 27.1 (80.8)                  | 25.7 (78.3)                  | 20.3 (68.5)                  | 14.2 (57.6)                  | 7.5 (45.5)                   | 2.7 (36.9)                   | 13.5 (56.4)                  |
| متوسط درجة الحرارة الصغرى °م (°ف) | −4.3 (24.3)                  | −1.2 (29.8)                  | 2.4 (36.3)                   | 8.0 (46.4)                   | 10.6 (51.1)                  | 13.9 (57.0)                  | 16.8 (62.2)                  | 15.5 (59.9)                  | 10.3 (50.5)                  | 6.3 (43.3)                   | 1.5 (34.7)                   | −1.9 (28.6)                  | 6.5 (43.7)                   |
| أدنى درجة حرارة °م (°ف)           | −23.5 (−10.3)                | −24.5 (−12.1)                | −10.5 (13.1)                 | −4.0 (24.8)                  | 1.1 (34.0)                   | 6.6 (43.9)                   | 9.0 (48.2)                   | 8.0 (46.4)                   | 2.0 (35.6)                   | −2.9 (26.8)                  | −8.8 (16.2)                  | −17.2 (1.0)                  | −24.5 (−12.1)                |
| الهطول مم (إنش)                   | 49.4 (1.94)                  | 65.0 (2.56)                  | 91.9 (3.62)                  | 97.9 (3.85)                  | 77.0 (3.03)                  | 8.2 (0.32)                   | 5.8 (0.23)                   | 1.0 (0.04)                   | 1.5 (0.06)                   | 23.4 (0.92)                  | 29.7 (1.17)                  | 34.1 (1.34)                  | 484.9 (19.08)                |
| متوسط الأيام الممطرة              | 3                            | 6                            | 11                           | 14                           | 12                           | 4                            | 2                            | 0                            | 1                            | 4                            | 4                            | 4                            | 65                           |
| متوسط الأيام المثلجة              | 9                            | 7                            | 3                            | 0                            | 0                            | 0                            | 0                            | 0                            | 0                            | 0                            | 1                            | 4                            | 24                           |
| متوسط الرطوبة النسبية (%)         | 79                           | 76                           | 71                           | 67                           | 61                           | 43                           | 30                           | 28                           | 33                           | 46                           | 64                           | 72                           | 56                           |
| ساعات سطوع الشمس الشهرية          | 117.3                        | 116.7                        | 149.2                        | 186.2                        | 256.9                        | 313.6                        | 324.5                        | 305.2                        | 279.1                        | 224.2                        | 176.4                        | 127.3                        | 2٬576٫6                      |
| المصدر: NOAA (1964-1983)          |                              |                              |                              |                              |                              |                              |                              |                              |                              |                              |                              |                              |                              |

## أعلام
- برهان الدين رباني